# Diafra Sakho
Diafra Sakho (Guédiawaye, 24 december 1989) is een Senegalees voormalig voetballer die doorgaans speelde als spits. Tussen 2009 en 2023 was hij actief voor FC Metz, Boulogne, West Ham United, Stade Rennes, Bursaspor, Xamax Neuchâtel, Arta/Solar7 en AS Nancy. Sakho debuteerde in 2014 in het Senegalees voetbalelftal, waarvoor hij uiteindelijk kwam tot dertien interlandoptredens.

## Clubcarrière
Sakho speelde tot 2006 bij AS Génération Foot in Senegal, waar hij destijds gescout werd door FC Metz. Na drie jaar bij de beloften gespeeld te hebben, werd hij in 2009 doorgeschoven naar het eerste elftal. Aldaar debuteerde hij op 13 januari 2010, toen er in de Coupe de la Ligue met 3–0 verloren werd van Olympique Lyon. Sakho speelde als enige spits het gehele duel mee. Zijn eerste doelpunt maakte hij op 10 september van datzelfde jaar, tijdens een 1–1 gelijkspel tegen FC Nantes. Na een korte verhuurperiode bij Boulogne, keerde hij in 2012 terug bij Metz, waar hij weer een vaste basisspeler werd.
Als speler van West Ham United was Sakho verantwoordelijk voor een mislukt debuut van trainer-coach Dick Advocaat in de Premier League. Hij nam op zaterdag 21 maart 2015 de enige treffer voor zijn rekening in het competitieduel met Sunderland, waar Advocaat kort daarvoor was aangesteld als opvolger van de ontslagen Gustavo Poyet. Sakho maakte aan het begin van het seizoen 2015/16, op 19 september 2015, het tweede doelpunt voor West Ham in de uitwedstrijd tegen Manchester City (1–2 winst). Door de overwinning op City steeg Sakho met zijn club naar de derde plaats in het klassement.
In januari 2018 verkaste de Senegalese aanvaller naar Stade Rennes. Een halfjaar later huurde Bursaspor Sakho voor de duur van één seizoen. Na zijn terugkeer kwam hij bij Stade Rennes niet meer aan de bak en eind 2019 werd zijn contract ontbonden. Xamax Neuchâtel haalde hem in juni 2020 binnen met een contract voor anderhalve maand. Na een seizoen in Djibouti bij Arta/Solar7 tekende Sakho in de zomer van 2022 voor twee jaar bij AS Nancy. Na afloop van dit contract besloot de aanvaller op drieëndertigjarige leeftijd een punt te zetten achter zijn actieve loopbaan.

## Interlandcarrière
Sakho vertegenwoordigde Senegal op het WK 2018 in Rusland, waar Senegal was ingedeeld in groep H, samen met Polen, Colombia en Japan. Na een 2–1 zege op Polen speelde de West-Afrikaanse ploeg met 2–2 gelijk tegen Japan, waarna in de slotwedstrijd met 1–0 verloren werd van groepswinnaar Colombia. De selectie van bondscoach Aliou Cissé eindigde in punten en doelpunten exact gelijk met nummer twee Japan, maar moest desondanks toch naar huis: Senegal werd het eerste land dat op basis van de Fair Play-regels werd uitgeschakeld, omdat de ploeg iets meer gele kaarten kreeg dan Japan. Sakho speelde als invaller mee tegen Colombia.

## Erelijst
| Ligue 2 | 1 | 2013/14 |